# Dorfkirche Königsmark

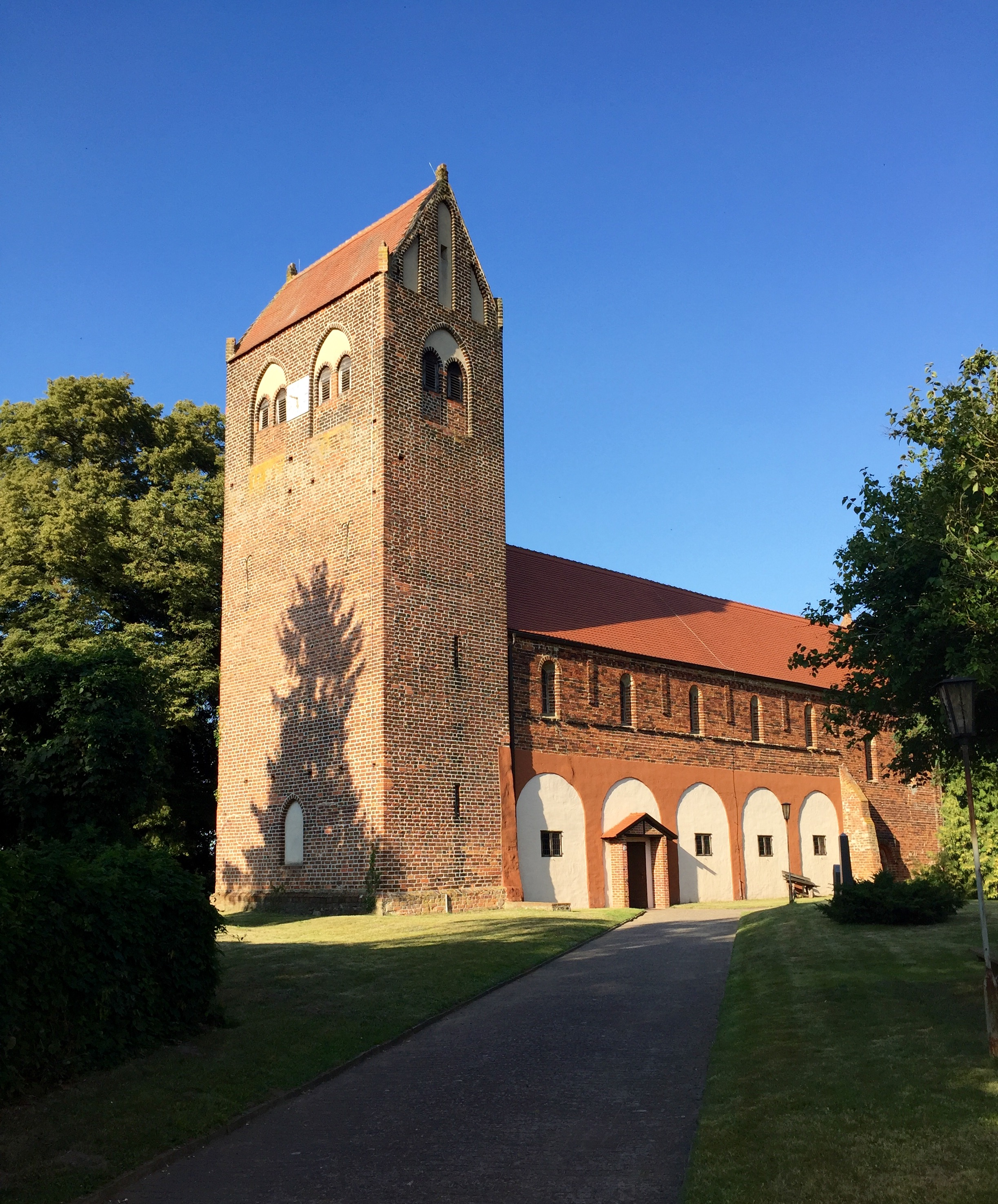
Dorfkirche Königsmark

Die evangelische Dorfkirche Königsmark ist eine spätromanische Backsteinkirche im Ortsteil Königsmark von Osterburg (Altmark) im Landkreis Stendal in Sachsen-Anhalt. Sie gehört zur Kirchengemeinde Königsmark im Kirchenkreis Stendal der Evangelischen Kirche in Mitteldeutschland.

## Geschichte und Architektur
Die Dorfkirche in Königsmark ist ein Backsteinbau aus dem dritten Viertel des 12. Jahrhunderts (nach anderer Quelle aus dem ersten Viertel des 13. Jahrhunderts), der ursprünglich wie die Dorfkirche St. Marien und Willebrord als dreischiffige Basilika von fünf Achsen mit Westquerturm, rechteckigem Chor und halbkreisförmiger Apsis errichtet wurde. Die Seitenschiffe wurden im 17. Jahrhundert abgetragen. Ihre Breite kann anhand von Resten der Fundamentmauern rekonstruiert werden; der Dachansatz ist noch erkennbar. Im Jahr 1964 wurde das Bauwerk restauriert.
Die erhaltenen Teile lassen wie andere benachbarte Dorfkirchen (wie zum Beispiel die Dorfkirchen St. Marien und Willebrord, Redekin, Melkow und Großwulkow) den Einfluss des Klosters Jerichow erkennen und sind sorgfältig ausgeführt. Am Obergaden des Langhauses sind die Arkadenjoche außen durch Lisenen zu erkennen. Der Abschluss ist durch einen Konsolfries und an der Nord- und Südseite des Chores durch einen breiten Fries aus sich kreuzenden Dreiecken gebildet. Die rundbogigen Fenster in Schiff und Chor sind erhalten, die Fenster der Apsis wurden barock verändert.
Das abgetreppte südliche Chorportal ist mit eingelegtem Rundwulst gestaltet und sitzt in einem rechteckigen Mauervorsprung. Der querrechteckige Westturm ist durch Baufugen als gotische Hinzufügung zu erkennen. Bei seiner Anfügung blieben von der ehemaligen Westfassade die unteren Partien teilweise erhalten. Er ist im Unterschied zur Dorfkirche Schönhausen nur wenig breiter als das Mittelschiff und ist bis zum Glockengeschoss ungegliedert. Das Glockengeschoss zeigt gekuppelte Schallöffnungen und wird mit einem Satteldach über Giebeln mit Blendengliederung abgeschlossen.
Das flachgedeckte Innere wird durch die Pfeiler mit Halbsäulen und Würfelkapitellen geprägt, welche den Unterzugsgurt des Triumphbogens tragen. Ähnlich sind die Arkadenpfeiler mit Halbrundsäulen und Würfelkapitellen gegliedert. In der Vermauerung der Arkaden stecken teils reich profilierte Kämpfer. Das Innere wurde 1984 restauriert, wobei eine Winterkirche unter der Westempore eingebaut wurde.

## Ausstattung
Ein zweigeschossiges barockes Altarretabel mit Gemälden des Abendmahls und der Auferstehung Jesu Christi, die seitlich von dünnen Spiralsäulen flankiert werden, ist auf 1669 datiert und wurde 1964 restauriert. Es zeigt eine stilistische Verwandtschaft mit dem Retabel in der Kirche von Erxleben. Das Rankenwerk der Wangen und die Bekrönung wurden bei einer Restaurierung im Jahr 1900 erneuert.
Die Kanzel ist ein Werk der Renaissance aus dem Jahr 1596 mit Pilastergliederung und Wappenreliefs in Ädikulä.
In den Apsisfenstern sind drei Wappenscheiben von 1665 erhalten. Weiterhin finden sich in der Apsis Inschriftgrabsteine für die Pastoren Wilhelm Pontanus († 1600), Daniel Heinemann († 1606), Joachim Moldenhauer († 1677), Johannes Moldenhauer († 1711) und ein Kindergrabstein für Regina Dorothea Moldenhauer († 1689). Die Orgel ist ein Werk, das 1864 gestiftet worden war.